# Roberto Orci
Roberto Gastón Orci (Ciudad de México, 20 de julio de 1973-Los Ángeles, 25 de febrero de 2025) fue un productor y guionista mexicano, tanto de cine como de televisión, afincado en Estados Unidos. Produjo y/o escribió películas y series para la televisión, tales como: Hercules: The Legendary Journeys (1999), Alias (2002), Eagle Eye (2008), The Proposal (2009), Star Trek (2009), así como las primeras dos entregas de Transformers (2007-2009), Cowboys & Aliens (2011), El juego de Ender (2013), Star Trek: en la oscuridad (2013), The Amazing Spider-Man 2: Rise of Electro (2014) y Star Trek Beyond (2016)

## Biografía
Roberto Orci nació el 20 de julio de 1973 en Ciudad de México. Su padre era mexicano y su madre cubana. Su familia dejó atrás México y se mudaron al estado de Texas, Estados Unidos cuando él tenía diez años. Finalmente se trasladaron a la ciudad estadounidense de Los Ángeles, California, donde conoció a su actual socio Alex Kurtzman, con el que ha producido conjuntamente numerosas películas.

## Carrera

### Star Trek

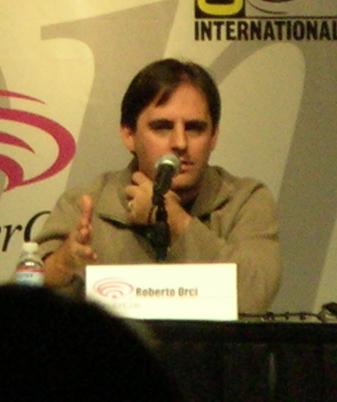
Roberto Orci en la Comic-Con de 2008.

Se pidió a Orci y Kurtzman para escribir el guion de una nueva Star Trek película, pero inicialmente lo rechazó a pesar Orci ser un fan de la serie. Orci sugirió reiniciar la línea de tiempo, como se había visto anteriormente en la serie de películas y programas de televisión, y añadiendo el regreso de Leonard Nimoy como Spock de Star Trek: la serie original. a su juicio, las dos primeras películas de la serie reinicio para ser el origen de la historia de la tripulación, y que la tercera película comenzarían donde la tripulación fue al principio de Star Trek:. la serie original Orci sintieron que la relación entre el James T. Kirk y el más joven Spock era un reflejo de la asociación de sí mismo y Kurtzman, dijo que "no se dan cuenta estábamos escribiendo sobre nosotros mismos hasta que estábamos a mitad de camino a través de la escritura, que era un poco embarazoso.
En junio de 2009, Star Trek fue la película más taquillera en la taquilla doméstica de los Estados Unidos, lo que resulta ser luz verde para una secuela, el estudio pide a Kurtzman y Orci escribirlo. El estudio de dejar de lado una mayor presupuesto para la secuela, que fue revelado por Orci en una entrevista con TrekMovie.com. Orci descartó el "héroe de dejar de fumar" elemento básico de una segunda película, que había aparecido en la secuela de Transformers, diciendo que la tripulación del Enterprise se comprometió y que tipo de historia no tiene por qué aplicarse a todas las secuelas. Durante la preparación para la película, llamada Star Trek: en la oscuridad, Orci fue uno de los equipo de producción que no dio mucho acerca de la distancia villano en la película y negó que Benedict Cumberbatch era jugar Khan Noonian Singh.
La crítica de la secuela resultó en la publicación de comentarios polémicos Orci en un sitio de fanes de Star Trek. En respuesta a un fan molesto por en oscuridad, Orci lo llamó un "ventilador de mierda". Más tarde se disculpó y desactivó su cuenta de Twitter.
En abril de 2014, Orci y Kurtzman confirmaron a Variety que ya no van a trabajar juntos en proyectos de cine, pero seguirán colaborando juntos en la televisión. Kurtzman quería trabajar en el hombre araña licencia de la película, mientras que Orci estaba relacionado con el papel como director de Star Trek 3. Orci confirmó más tarde ese año en julio que él no estuvo involucrado en la producción de The Amazing Spider-Man 3 junto Kurtzman. Orci y de Kurtzman K / S Productos de papel continúa operando como una compañía de producción dentro de la CBS Television Studios, y ha creado la serie Scorpion inspirado en la vida de Walter O'Brien para la temporada 2014-15 y sin límites fue creado para la temporada 2015-16 de la 2011 película.
Antes de la escisión de Kurtzman y Orci, el dúo se alinearon para escribir la tercera película en la nueva serie de Star Trek. En mayo de 2014, Skydance y Paramount Pictures anunció que Orci era dirigir la tercera entrega de Star Trek franquicia de reinicio, después de Abrams pasó a dirigir Star Wars: Episodio VII - El despertar de la Fuerza. Esto habría marcado el debut como director de Orci, y él iba a escribir el guion junto con los co-autores JD Payne y Patrick McKay.
Debido a su compromiso con Star Trek 3, él cayó de un nuevo Power Rangers película en la que lo haría haber sido productor ejecutivo. Sin embargo, el 5 de diciembre, se anunció que ya no seria el director de la película Star Trek. se queda acreditado como productor en la película, y fue reemplazado por Doug Jung y miembro del reparto Simon Pegg como los guionistas después guion inicial de Orci se dejó caer. Orci fue sustituido como director por Justin Lin, que había dirigido anteriormente en películas de la franquicia de Fast & Furious.

### Otros proyectos
Orci creado Matador con la idea de que el personaje principal sería un "fútbol Jugador por día, que es un espía por la noche", y lo llamó un "América de James Bond". La serie se emitió en el Rey de red El creado por Robert Rodríguez. Fue renovado por una segunda temporada poco antes se transmitió el piloto, que había sido dirigida por Rodríguez. Pero después de la producción de la primera temporada, la serie fue cancelada a pesar de la renovación anterior. Esta decisión fue atribuido a las ventas internacionales pobres.
Orci también ha trabajado como productor de múltiples superproducciónes, tales como Cowboys & Aliens (2011), Ender's Game (2013), las películas de Now You See Me (2013-2016) y el próximo reboot de La Momia (2017), entre muchas otras.

## Muerte
Orci murió de una enfermedad renal en su casa de Los Ángeles el 25 de febrero de 2025, a la edad de 51 años.

## Filmografía
| Año  | Título                                    | Papel                           | Notas                            |
| ---- | ----------------------------------------- | ------------------------------- | -------------------------------- |
| 2005 | The Island                                | Guionista                       | Primer trabajo con Alex Kurtzman |
| 2005 | The Legend of Zorro                       | Guionista                       |                                  |
| 2006 | Misión imposible 3                        | Guionista                       |                                  |
| 2007 | Transformers                              | Guionista                       |                                  |
| 2008 | Eagle Eye                                 | Productor                       |                                  |
| 2008 | Fringe                                    | Productor                       |                                  |
| 2009 | Star Trek                                 | Productor ejecutivo y guionista |                                  |
| 2009 | The Proposal                              | Productor ejecutivo             |                                  |
| 2009 | Transformers: la venganza de los caídos   | Guionista                       |                                  |
| 2011 | Cowboys & Aliens                          | Productor y guionista           |                                  |
| 2012 | Así somos                                 | Productor y guionista           |                                  |
| 2013 | Star Trek: en la oscuridad                | Productor y guionista           |                                  |
| 2013 | Now You See Me                            | Productor                       |                                  |
| 2013 | Ender's Game                              | Productor                       |                                  |
| 2014 | The Amazing Spider-Man 2: Rise of Electro | Guionista                       |                                  |
| 2016 | Now You See Me 2                          | Productor                       |                                  |
| 2016 | Star Trek Beyond                          | Productor                       | Exdirector                       |
| 2017 | La momia                                  | Productor                       |                                  |

| Año       | Título                           | Papel                                               | Notas |
| --------- | -------------------------------- | --------------------------------------------------- | ----- |
| 1999      | Hercules: The Legendary Journeys | Productor (1 episodio) y guionista (13 episodios)   |       |
| 2000      | Xena: Warrior Princess           | Productor de (1 episodio) y Guionista               |       |
| 2002      | Alias                            | Productor (33 episodios) y guionista (10 episodios) |       |
| 2008-2013 | Fringe                           | Cocreador                                           |       |
| 2010-2013 | Transformers: Prime              | Cocreador                                           |       |
| 2013-2017 | Sleepy Hollow                    | Cocreador                                           |       |